# 海德貝格湖

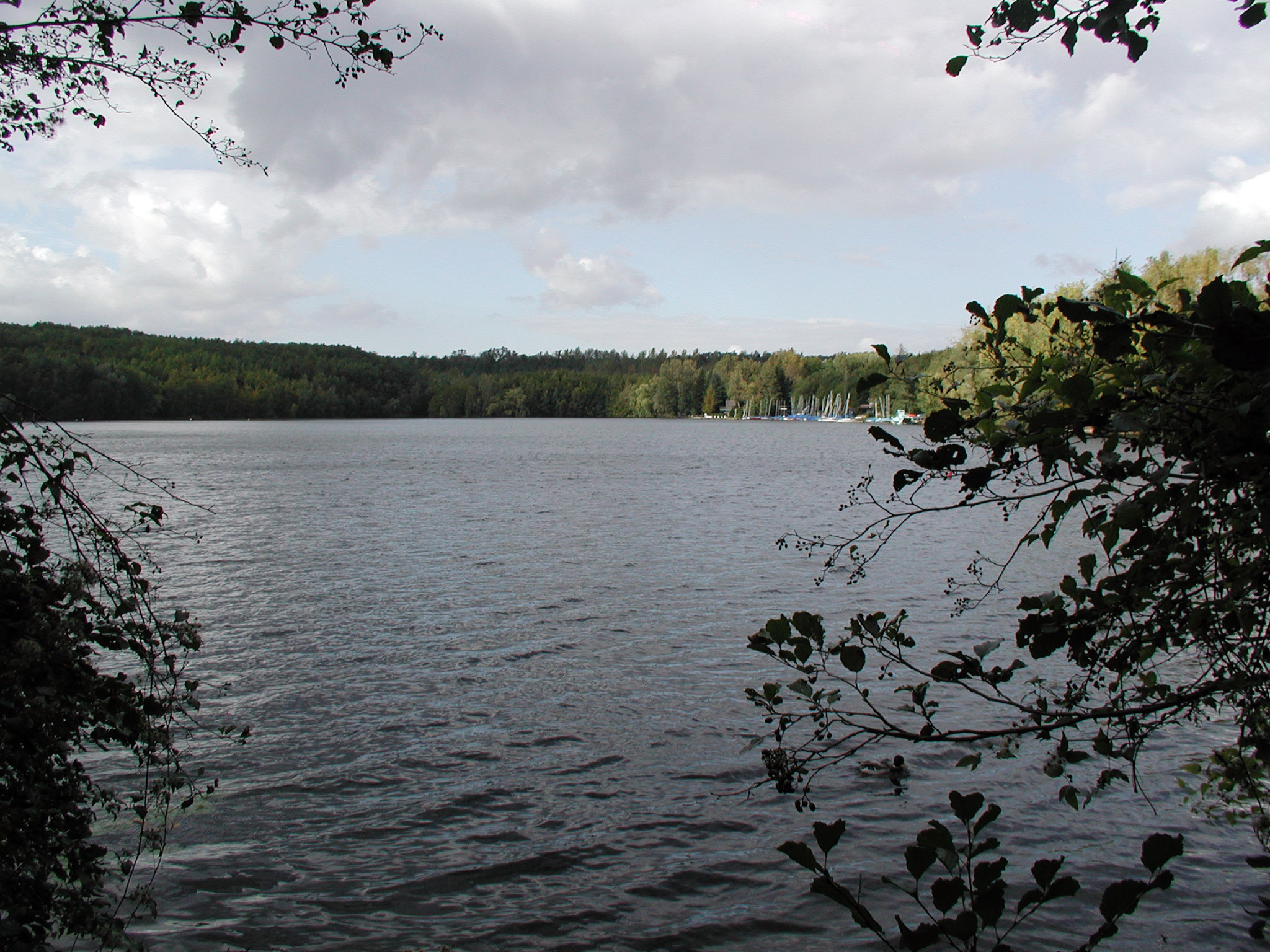

50°49′47″N 6°52′2″E / 50.82972°N 6.86722°E
海德貝格湖（德語：Heider Bergsee），是德國的湖泊，位於該國西部，由北萊茵-威斯特法倫州負責管轄，處於萊茵-埃爾夫特縣，面積0.35平方公里，海拔高度94米，平均水深4米，最大水深8.6米，水體容量140萬立方米。